# Alan Grayson
Alan Grayson (ur. 13 marca 1958 w Nowym Jorku) – amerykański polityk, członek Partii Demokratycznej. Od 2009 do 2011 roku jest przedstawicielem ósmego, a w latach 2013–2017 dziewiątego okręgu wyborczego w stanie Floryda do Izby Reprezentantów Stanów Zjednoczonych.